# بلدية جاناوبا
بلدية جاناوبا هي بلدية في البرازيل، تتبع ميناس جرايس، بلغ عدد سكانها 66٬803  نسمة، في 2010، تبلغ مساحتها 2٬188٫842 كيلومتر مربع.

## الموقع
تشترك في الحدود مع:
- Capitão Enéas [الإنجليزية]‏.

## أعلام
- هيليو دوس أنجوس
- فالدو سيلفا دوس سانتوس